# Чемпионат Африки по дзюдо 2021
Чемпионат Африки по дзюдо 2021 года прошёл 20 — 22 мая в городе Дакар (Сенегал). Этот чемпионат стал третьим соревнованием подобного рода в Дакаре. До этого город принимал чемпионаты 1998 и 2011 годов.

## Медалисты

### Мужчины
| Весовая категория       | Золото                       | Серебро                         | Бронза                                                     |
| ----------------------- | ---------------------------- | ------------------------------- | ---------------------------------------------------------- |
| Суперлёгкая (до 60 кг)  | Иссам Бассоу · Марокко       | Юссри Сами · Египет             | Мохамед Ребахи · Алжир Юнес Саддики · Марокко              |
| Полулёгкая (до 66 кг)   | Ахмед Абелрахман · Египет    | Вайл Эзин · Алжир               | Абдеррахман Бушита · Марокко Кевин Лофорте · Мозамбик      |
| Лёгкая (до 73 кг)       | Фетхи Нурин · Алжир          | Файе Нджие · Гамбия             | Али Абделмуати · Египет Хамза Оерги · Тунис                |
| Полусредняя (до 81 кг)  | Ашраф Мутии · Марокко        | Хачем Селлами · Тунис           | Мохамед Абделаал · Египет Салиу Ндиае · Сенегал            |
| Средняя (до 90 кг)      | Абдеррахман Бенамади · Алжир | Квайджо Анани · Гана            | Абделазиз Бен Аммар · Тунис Реми Фейллет · Маврикий        |
| Полутяжёлая (до 100 кг) | Мустафа Яссер Буамар · Алжир | Куссай Бен Гарес · Тунис        | Коффи Креме Кобена · Кот-д’Ивуар Мохаммед Лахбуб · Марокко |
| Тяжёлая (свыше 100 кг)  | Фейсел Джабаллах · Тунис     | Мохамед Софиан Белрекаа · Алжир | Анис Бен Халед · Тунис Мбагник Ндияе · Сенегал             |

### Женщины
| Весовая категория      | Золото                                          | Серебро                       | Бронза                                                     |
| ---------------------- | ----------------------------------------------- | ----------------------------- | ---------------------------------------------------------- |
| Суперлёгкая (до 48 кг) | Умайма Бедиуи · Тунис                           | Присцилла Моранд · Маврикий   | Чаймэ Эддинари · Марокко Раниа Харбауи · Тунис             |
| Полулёгкая (до 52 кг)  | Сумия Ирауи · Марокко                           | Салимата Фофана · Кот-д’Ивуар | Чарни Гризель · ЮАР Джамиля Силва · Кабо-Верде             |
| Лёгкая (до 57 кг)      | Гофран Хелифи · Тунис                           | Донне Брейтенбах · ЮАР        | Зулейха Абзетта Дабонне · Кот-д’Ивуар Ямина Халата · Алжир |
| Полусредняя (до 63 кг) | Сара Харачи · Марокко                           | Сандрин Биллиет · Кабо-Верде  | Амина Белкади · Алжир Мерием Бжауи · Тунис                 |
| Средняя (до 70 кг)     | Нихель Ландолси · Тунис                         | Марием Хелифи · Тунис         | Фату Кине Баджи · Сенегал Суад Беллакехал · Алжир          |
| Полутяжёлая (до 78 кг) | Мари Бранзер · Демократическая Республика Конго | Хафса Ятим · Марокко          | Сарра Мзугуи · Тунис Каутхар Уаллал · Алжир                |
| Тяжёлая (свыше 78 кг)  | Нихель Шейх Руху · Тунис                        | Соня Ассела · Алжир           | Мероу Маммери · Алжир Моника Сагна · Сенегал               |